# Friedrich Weber
Pour les articles homonymes, voir Friedrich Weber (homonymie) et Weber.
Friedrich Weber est un entomologiste allemand, né en 1781 à Kiel et mort le 21 mars 1823 dans cette même ville.
Élève précoce de Johan Christian Fabricius (1745-1808), il fait paraître, à quatorze ans, sa Nomenclator entomologicus et en 1801 ses Observationes entomologicae. Les deux ouvrages contiennent les premières descriptions de plusieurs espèces d'insectes mais aussi d'autres invertébrés.

## Liste partielle des publications
- 1795 : Nomenclator entomologicus secundum entomologian systematicam ill. Fabricii, adjectis speciebus recens detectis et varietatibus. Chiloni et Hamburgi: C.E. Bohn viii 171 pp.
- 1801 : Observationes entomologicae, continentes novorum quae condidit generum characteres, et nuper detectarum specierum descriptiones. Bibliopolii academici novi, Kiliae, 116 pages. (BHL)

## Note
1. ↑  Certaines sources donnent la date de 1752
2. ↑  À l'époque de F. Weber, le terme d'entomologie désignait l'étude des arthropodes (arachnides ou crustacés) et non de seuls insectes.

## Source
- S.L. Tuxen (1967). The entomologist J.C. Fabricius, Annual Review Entomology, 12 : 1-14.  (ISSN 0066-4170)